# Tuzki
Tuzki ((zh)兔斯基, pinyin Tùsījī) est un personnage de fiction chinois créé en 2006 par Wang Momo de la Beijing Broadcast Institute. Ce petit animal, apparenté parfois a un lapin blanc, a été popularisé par son usage sous forme d'émoticônes, souvent animées, utilisées dans les logiciels de messagerie instantanée comme QQ, MSN et Facebook, de manière plus marquée en Asie que dans le reste du monde.
En 2007, Motorola a introduit Tuzki dans les supports publicitaires de son nouveau smartphone, le Motorola Q 9h, pour le marché asiatique. Les spots mettent en scène quelques-uns des plus célèbres émoticônes du personnage.
TurnOut Ventures Limited possède les droits d'exploitations de Tuzki, cette société est une coentreprise entre Turner Broadcasting et Outblaze fondée à Hong Kong en 2008.